# Креација (филм)
Креација (енгл. Creation) је британска биографска драма режисера Џона Амијела у којој главне улоге тумаче Пол Бетани и Џенифер Конели. Филм је делимично биографска, делимично измишљена прича о покушајима Чарлса Дарвина да напише своје чувено дело О пореклу врста, те о његовом односу са ћерком Ени и религиозном женом Емом. Сценарио за филм написао је Џон Коли по мотивима Дарвинове биографије Енина кутија аутора Рандала Кејнса.